# 9171 Кероліндаян
9171 Кероліндаян (9171 Carolyndiane) — астероїд головного поясу, відкритий 4 квітня 1989 року.
Тіссеранів параметр щодо Юпітера — 3,363.